# Nuclear Physics
Nuclear Physics è una rivista scientifica pubblicata da Elsevier. La rivista è stata fondata nel 1956 e a partire dal 1967 è poi diventata: Nuclear Physics A and Nuclear Physics B. Una serie supplementare alla Nuclear Physics B, chiamata Nuclear Physics B: Proceedings Supplements è stata pubblicata a partire dal 1987.